# Singapur na Letních olympijských hrách 2016
Singapur se účastnil Letní olympiády 2016.

## Medailisté
| Medaile | Jméno            | Sport   | Soutěž             |
| ------- | ---------------- | ------- | ------------------ |
| Zlato   | Joseph Schooling | Plavání | Muži 100 m motýlek |